# Prachuap Khiri Khan (provins)
Prachuap Khiri Khan, (thai:  ประจวบคีรีขันธ์) är en provins (changwat) i västra Thailand. Provinsen hade år 2006 494 299 invånare på en areal av 6 367,6 km². Provinshuvudstaden är Prachuap Khiri Khan. Staden ligger där Thailand är som smalast och ligger alldeles intill Thailandviken och är därför ett väldigt populärt turistmål.

## Administrativ indelning
Provinsen är indelad 8 distrikt (amphoe). Distrikten är i sin tur indelade i 48 subdistrikt (tambon) och 388 byar (muban). Det mest kända distriktet är Hua Hin.